# Parlamentswahlen im Treuhandgebiet Pazifische Inseln 1968
Die Parlamentswahlen im Treuhandgebiet Pazifische Inseln 1968 (Parliamentary elections) wurden am 5. November 1968 im Treuhandgebiet Pazifische Inseln durchgeführt, mit Ausnahme der Marshallinseln, wo die Wahlen auf den 20. Dezember verschoben wurden aufgrund einer Grippe-Epidemie.

## Wahlsystem
Das Zweikammersystem des Congress bestand aus einem Senat mit 12-Mitgliedern mit jeweils zwei Mitgliedern aus jedem der sechs Distrikte und einem House of Representatives mit 21 Mitgliedern mit Sitzen proportional zur Bevölkerung jedes Distrikts – Fünf von Truk, vier von den Marshallinseln und Ponape, drei von den Nördlichen Marianen und Palau und zwei von Yap.
Wahlen wurden alle zwei Jahre im November von geradzahligen Jahren durchgeführt für alle Mitglieder des House of Representatives und die Hälfte des Senats (ein Mitglied aus jedem Distrikt).

## Ergebnisse

### Senat
| Distrikt                                      | Abgeordneter     | Anmerkungen           |
| --------------------------------------------- | ---------------- | --------------------- |
| Marianas                                      | Olympio T. Borja | wiedergewählt         |
| Marshalls                                     | Isaac Lanwi      | wiedergewählt         |
| Palau                                         | Lazarus Salii    | früherer Abgeordneter |
| Ponape                                        | Bailey Olter     | wiedergewählt         |
| Truk                                          | Tosiwo Nakayama  | wiedergewählt         |
| Yap                                           | Raphael Moonfel  |                       |
| Source: US Department of State (google books) |                  |                       |

### Repräsentantenhaus
| District                                       | Wahlkreis     | Abgeordneter      | Anmerkungen   |
| ---------------------------------------------- | ------------- | ----------------- | ------------- |
| Marianas                                       | 1st District  | Benjamin Manglona | wiedergewählt |
| Marianas                                       | 2nd District  | Nicholas Palacios |               |
| Marianas                                       | 3rd District  | Felix Rabauliman  |               |
| Marshalls                                      | 4th District  | Charles Domnick   |               |
| Marshalls                                      | 5th District  | Henry Samuel      | wiedergewählt |
| Marshalls                                      | 6th District  | Ekpap Silk        | wiedergewählt |
| Marshalls                                      | 7th District  | Ataji Balos       |               |
| Palau                                          | 8th District  | Roman Tmetuchl    |               |
| Palau                                          | 9th District  | Polycarp Basilius | wiedergewählt |
| Palau                                          | 10th District | Minoru Ueki       |               |
| Ponape                                         | 11th District | Joab Sigrah       | wiedergewählt |
| Ponape                                         | 12th District | Bethwel Henry     | wiedergewählt |
| Ponape                                         | 13th District | Heinrich Iriarte  |               |
| Ponape                                         | 14th District | Olter Paul        |               |
| Truk                                           | 15th District | Raymond Setik     | wiedergewählt |
| Truk                                           | 16th District | Sasauo Haruo      |               |
| Truk                                           | 17th District | Endy Dois         |               |
| Truk                                           | 18th District | Masao Nakayama    |               |
| Truk                                           | 19th District | Chutomu Nimues    | wiedergewählt |
| Yap                                            | 20th District | John Mangefel     |               |
| Yap                                            | 21st District | John N. Rugulimar | wiedergewählt |
| Source: US Department of State. (google books) |               |                   |               |

## Nachwirkungen
Der neu gewählte Kongress trat am 13. Januar 1969 erstmals zusammen. Bethwel Henry wurde zum Speaker of the House of Representatives gewählt und Amata Kabua als Präsident des Senats.
Hirosi Ismael (gewählt 1966) trat aus dem Senat zurück. In der Nachwahl im Januar 1969 wurde Ambilos Iehsi als Ersatzmann gewählt. Chutomu Nimues trat im Laufe des Jahres 1969 aus dem House of Delegates zurück und Hans Wiliander wurde in der folgenden Nachwahl am 20. November 1969 für ihn gewählt. Minoru Ueki trat ebenfalls aus dem Kongress zurück und wurde durch Tarkong Pedro ersetzt, welcher die Nachwahl am 2. April 1970 für sich entschied.